# گالراس
گالراس (به اسپانیایی: Galeras) یا ولکان د پاستو (به اسپانیایی: Volcan de Pasto) آتشفشان چینه‌ای فعالی به ارتفاع ۴۲۷۶ متر واقع در رشته‌کوه آند در کلمبیا در آمریکای جنوبی است. فوران پیش‌بینی‌نشدهٔ این آتشفشان در ژانویهٔ ۱۹۹۳ منجر به کشته‌شدن ۹ نفر شامل ۳ توریست و ۶ آتشفشان‌شناسی شد که در قالب تیمی بین‌المللی در دهانهٔ گالراس مشغول جمع‌آوری اطلاعات بودند.

## مشخصات
گالراس آتشفشانی آندزیتی است که در جنوب غربی کلمبیا در نزدیکی مرز این کشور با اکوادور قرار دارد. قطر پایهٔ آتشفشان ۲۰ کیلومتر است و در کالدرای آن ۴ دهانهٔ آتشفشانی وجود دارد که دهانهٔ بزرگتر فعال بوده و در موقعیت ۶ کیلومتری غرب شهر پاستو قرار گرفته‌است.
این آتشفشان بیش از ۱ میلیون سال است که فعال بوده و وقوع فوران‌هایی عظیم در اواخر دورهٔ پلیستوسن منجر به دو بار فروریزی کاسهٔ آتشفشانی آن در این دوره شده‌است. همچنین فرسایش‌های گرمایی (هیدروترمال) طولانی‌مدت سبب دگرگونی در ساختمان آتشفشان و ریزش آن در دست کم سه نوبت شده‌است که نتیجهٔ آن وقوع بهمن‌های واریزه‌ای به سمت غرب و پیدایش کاسهٔ آتشفشانی نعلی‌شکل بزرگی بوده که مخروط جدید آتشفشان نیز در آن ساخته شده‌است.
فوران‌های انفجاری مهم از اواسط دورهٔ هولوسن سبب تشکیل گستردهٔ تفرا و جریان‌های آذرآواری‌ای شده‌است که تمام کوه به‌جز دامنه‌های جنوبی آن را دربر گرفته‌است. همچنین مخروط مرکزی آتشفشان که ارتفاعی به‌نسبت کمتر از لبهٔ کالدرا دارد از زمان ورود فاتحان اسپانیایی تا کنون چندین فوران کوچک تا متوسط را به نمایش گذارده‌است.

## فوران سال ۱۹۹۳
در سال ۱۹۸۸ آتشفشان گالراس پس از ۴۰ سال خفتگی بار دیگر بیدار شد و نشانهٔ این فعال‌شدن افزایش زمین‌لرزه‌های اطراف آتشفشان، افزایش گازهای خروجی و افزایش دمای دودخانها بود. پس از آن چند نوبت فوران انفجاری در مهٔ ۱۹۸۹ روی داد و تا سال ۱۹۹۰ میزان خروج گازهای دی‌اکسید گوگرد به ۵۰۰۰ تُن در روز رسید. این خروج گاز با حرکت رو به بالای ماگما در فاصلهٔ ژوئیهٔ تا سپتامبر ۱۹۹۱ و تشکیل گنبد گدازه در طی اکتبر تا نوامبر همان سال همراه شد.
با وجود این پس از نوامبر ۱۹۹۱ از شدت گازهای دی‌اکسید گوگرد خروجی و لرزه‌های اطراف کوه کاسته شد که بیانگر بسته‌شدن بخشی از مجرای آتشفشان به دلیل احتمالاً تبلور و سفت‌شدن ماگما بود. در ۱۶ ژوئیهٔ ۱۹۹۲ گنبد آتشفشان بر اثر انفجاری تخریب شد که نتیجهٔ افزایش فشار درون کوه بر اثر بسته‌شدن و تخلیهٔ گاز از مجرایی بدون منفذ بود.
در روز ۱۴ ژانویهٔ ۱۹۹۳ تیمی بین‌المللی متشکل از ۷ آتشفشان‌شناس بر بلندای گالراس رفتند تا دستگاه‌های اندازه‌گیری خود را به‌منظور جمع‌آوری اطلاعاتی که می‌توانست به هرچه کم‌خطر کردن آتشفشان برای ساکنان مناطق اطراف آن کمک‌کند در درون دهانهٔ آن کار بگذارند. این اندازه‌گیری‌ها بخشی از تلاشی ۱۰ ساله برای تعیین نشانه‌های فورانی قریب‌الوقوع در خطرناکترین آتشفشان‌های جهان بود. گالراس نیز یکی از این آتشفشان‌ها بود اما به گفتهٔ استنلی ویلیامز، آتشفشان‌شناس و تنها نجات‌یافتهٔ فوران سال ۱۹۹۳، در آن روز این آتشفشان نشانه‌ای از فورانی قریب‌الوقوع از خود نشان نداده بود. گرچه او و همکارانش چند هفته زودتر خروج گاز و لرزش‌هایی صدادار را در مناطق اطراف به ثبت رسانده‌بودند و پس از آن نیز این لرزش‌ها بیشتر و شدیدتر شده بود، ولی در روز ۱۴ ژانویه آنها فروکش کرده بودند و تنها کمی گاز از آتشفشان خارج می‌شد که چنین می‌نمود گالراس دوباره غیرفعال شده‌است. آتشفشان‌شناسان که می‌اندیشند خطری وجود ندارد وارد دهانه شدند اما گالراس بر اثر فشار ناشی از تجمع گازها در درون آن و امکان خروج نیافتن آنها ناگهان فوران کرد که در نتیجهٔ آن ۶ دانشمند و ۳ توریست کشته شدند. استنلی ویلیامز تنها کسی بود که با وجود شکستن پاها و سوختن بدنش توانست خود را نجات دهد. به گفتهٔ او زمین ناگهان شروع به لرزیدن کرد و ۱۰ ثانیهٔ بعد همه مرده بودند.